# Funt (masa)

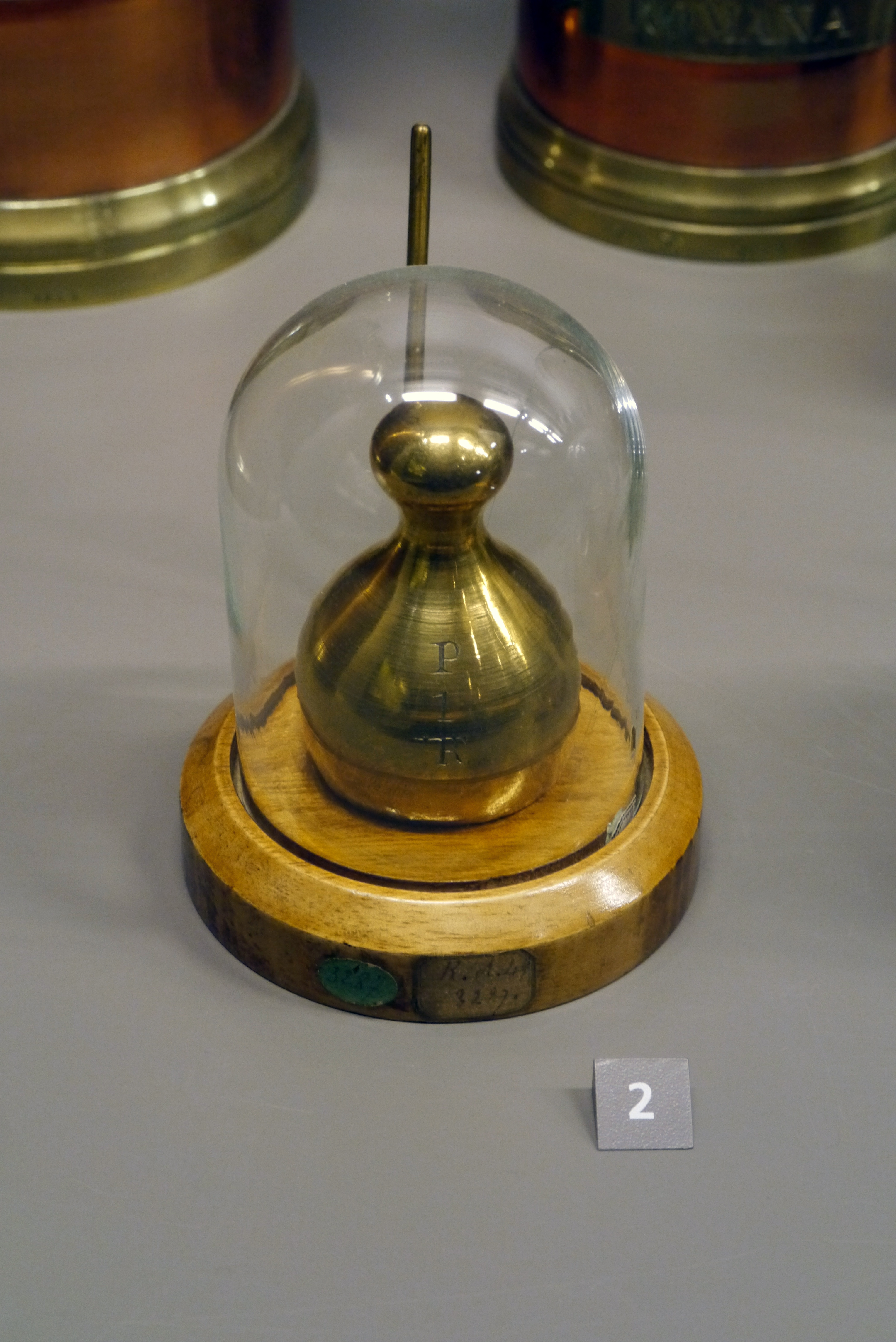
Wzorzec jednego funta avoirdupois, Anglia, około 1800 r., przechowywany w Musée des Arts et Métiers w Paryżu

Funt (ang. pound lub pound-mass; lb, lbm, lbm, ℔) – pozaukładowa jednostka masy wywodząca się od rzymskiej libry. Miara funta była różna na przestrzeni wieków w różnych państwach, zwykle wynosiła pomiędzy 0,4 a 0,5 kilograma. 
Nazwa jednostki wywodzi się od staroangielskiego słowa pund, a ta od słowa Pfund, germańskiej adaptacji łacińskiego słowa libra pondo (pol. waga mierzona w librach). Obecnie w państwach anglosaskich jest przyjęty międzynarodowy funt równy 0,45359237 kg oraz stosowany jest skrót lb (od libra, liczba mnoga w jęz. angielskim: lbs).

## Współczesne rodzaje funta
- funt brytyjski (avoirdupois, powszechnie używany np. w USA), ang. pound: 1 lb = 0,453 592 37 kg = 16 oz (uncji) = 7000 granów (ziaren)

1 kilogram = 2,204 62 funta
Masa funta avoirdupois została określona przez kupców w Londynie w 1303. Jego dokładna miara i sposób ustalania zmieniały się. W 1878 zdefiniowano wzorzec funta jako odpowiadający ok. 0,453 592 338 kg, w 1883 – ok. 0,453 592 427 kg, wreszcie od 1889 w zaokrągleniu jako 0,453 592 43 kg. Od 1894 funt równy 0,453 592 427 kg przyjęto również w Stanach Zjednoczonych. Współczesny funt międzynarodowy o mierze 0,453 592 37 kg przyjęto w 1958 w porozumieniu między USA a krajami Brytyjskiej Wspólnoty Narodów.
W niektórych regionach krajów niemieckojęzycznych, przeważnie jednak w Niemczech słowa „funt” (Pfund) używa się w potocznym języku zamiast „pół kilograma”.
Funt jest także jednostką używaną w oznaczaniu siły naciągu łuku oraz krzywej ugięcia wędzisk (charakterystyka pracy/sztywność).

## Dawne rodzaje funta
- używane w Wielkiej Brytanii:
  - funt troy – używany od IX wieku do 1879, głównie do metali szlachetnych, według obecnych miar – 0,373 241 721 kg
  - funt tower
  - funt londyński
  - funt kupiecki (Merchants' pound)
- używane we Francji:
  - funt karoliński:
    - 0,454 kg (VIII-IX w.)[3]
    - ok. 0,409 kg[4], czyli 1,25 funta rzymskiego[potrzebny przypis]
    - monetarny[5]/komercyjny[6]: funt esterlin (fr. livre esterlin; pierwsza norma krajowa[7]) / funt rzymski (fr. livre romaine)[8] = ok. 0,367 kg[3] (ok. 367,1-367,2 g[9][10][11]; od końca XIII do połowy XIV w. [po 1350][9]); odpowiednik funta arabskiego[10]

  - funt paryski (fr. livre de Paris) / fr. livre poids de marc[6][8] = ok. 0,490 kg[3] (489,506 g od poł. XIV [po 1350][9] do 1557[8], 489,505 846 6 g od 1557 do 1793)[8]; teoretycznie miało to być 1,5 funta rzymskiego[potrzebny przypis]; istniały także inne oficjalne normy funta dla farmaceutów, lekarzy i handlarzy[7]
  - funt metryczny (fr. livre métrique)[3][wymaga weryfikacji?] = 1 kg, używany od 1793[8]
  - funt usuelle (fr. livre usuelle)[wymaga weryfikacji?] / funt metryczny (fr. livre métrique)[6] = 0,500 kg, używany od 1812 do 1840[3][6]
- w Rosji:
  - funt = 0,409 5124 kg (używany do 1924) = 1/40 puda[12]
- w Hiszpanii, Portugalii i Ameryce Łacińskiej:
  - funt = 0,459–0,460 kg
- W Królestwie Polskim:
  - funt nowopolski = 0,405 504 kg
- w Polsce:
  - funt zwyczajny = 0,500 kg